# Star Film (Indes orientales néerlandaises)
Vous lisez un « bon article » labellisé en 2017.
Pour l'entreprise française, voir Star Film (France).
Star Film est une ancienne entreprise de production cinématographique établie aux Indes orientales néerlandaises. Créée en 1940 par l'homme d'affaires sino-indonésien Jo Eng Sek et le cadreur Cho' Chin Hsin, elle produit cinq films en noir et blanc entre 1940 et 1941 ; deux sont réalisés par Jo Eng Sek et les autres par Wu Tsun.
Un autre film est en production quand le studio ferme à la suite de l'occupation japonaise des Indes néerlandaises.
Star Film lance des carrières d'acteurs comme S Waldy et Elly Joenara et produit des scénarios écrits par Rd Ariffien et Saeroen. Sa production est de nos jours considérée comme perdue.

## Histoire
Star Film est créée par Jo Eng Sek, lequel a une expérience dans le cinéma comme coproducteur de Si Tjonat (1929), et par le cadreur Cho' Chin Hsin, originaire de Shanghai. Dès le début, la plupart du temps, Jo occupe le rôle de producteur et Cho' celui de chef opérateur. Le siège de l'entreprise est alors localisé à Prinsenlaan, Batavia (devenu Mangga Besar, Jakarta). L'entreprise sort son premier film, Pah Wongso Pendekar Boediman en avril 1941. Pour ce film policier, Star Film a recruté L. V. Wijnhamer Jr. (alias Pah Wongso), un travailleur social métis néerlando-indonésien connu dans la communauté des Chinois d'Indonésie. Ce premier film est un succès commercial, ce qui permet à l'entreprise de se développer. L'actrice et future productrice Elly Joenara y fait ses débuts.
Plus tard, Jo engage Rd Ariffien comme scénariste. Le studio met en avant ce recrutement car le réseau professionnel d'Ariffien comme journaliste est très étendu. Il écrit Tjioeng Wanara pour Star Film, une histoire basée sur la légende soundanaise du même nom, telle que racontée par M. A. Salmoen dans un livre de 1938 (édité par Balai Pustaka). Le film est produit et réalisé par Jo,. Plusieurs acteurs du film continuèrent à travailler avec Star Film jusqu'à sa disparition, notamment S Waldy et Elly Joenara. En revanche, Ariffien quitte Star Film, déçu par le résultat du projet. Ce film a bénéficié d'une distribution de grande ampleur pour l'époque.

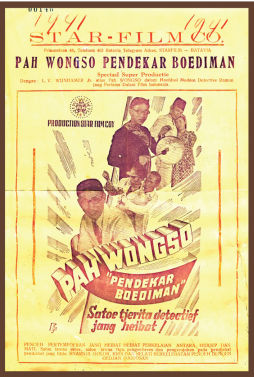
Affiche de Pah Wongso Pendekar Boediman, la première production de Star Film.

Star Film continue son développement et Jo recrute le réalisateur chinois Wu Tsun, dont le premier film pour l'entreprise est Lintah Darat. La production de celui-ci commence avant celle de Tjioeng Wanara et son scénario raconte l'histoire d'une famille déchirée par ses arrangements avec un prêteur sur gages. Star Film fait aussi appel à l'universitaire Poerbatjaraka (en) comme conseiller historique pour le scénario. Le film reçoit des critiques positives,. Une suite de Pah Wongso Pendekar Boediman est mise en production avec Wu à sa tête et le journaliste Saeroen au scénario,. Dans ce film, intitulé Pah Wongso Tersangka, la comédie est à l'honneur et notamment les interactions entre les acteurs Waldy, Pah Wongso et Sarip.
Saeroen écrit un autre film pour Star Film en 1941, Ajah Berdosa, avant de quitter l'entreprise. Ce film suit la vie d'un villageois nommé Mardiman sur plusieurs années, de la perte de toutes ses possessions à sa passion pour une femme « moderne ». Le film est dépeint à sa sortie dans le journal Soerabaijasch Handelsblad (en) comme « une histoire extrêmement simple et touchante », et reçoit de manière plus générale des critiques positives. Fin 1941, Star Film met en production une adaptation des Mille et Une Nuits intitulée 1001 Malam. À cette époque, plusieurs films indonésiens s'étaient déjà inspirés de l'œuvre comme Aladin et Koeda Sembrani de Tan's Film, Moestika dari Djemar de Populair's Film ou encore Ratna Moetoe Manikam de Java Industrial Film.
Au début de l'année 1942, le gouvernement colonial des Indes orientales néerlandaises commence à s'inquiéter de la possibilité d'une invasion par le Japon. La peur gagne la population et, en février 1942, le magazine cinématographique Pertjatoeran Doenia dan Film annonce que de nombreux studios s'apprêtent à quitter Batavia ou à mettre leur production en sommeil. Star Film, en pleine production de 1001 Malam, fait partie de ces studios sur le départ. Quand l'occupation japonaise des Indes néerlandaises fut effective en mars 1942, Star Film fut fermée et ne rouvrit pas.

## Filmographie

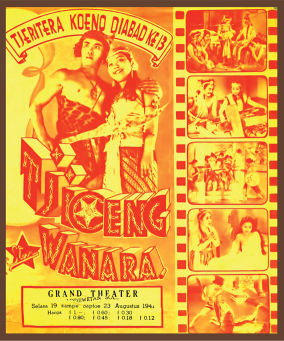
Affiche de Tjioeng Wanara, deuxième production de Star Film.

Star Film a produit six films en deux ans. Ces longs-métrages en noir et blanc ont été largement diffusés dans les Indes orientales néerlandaises. Certains, comme Pah Wongso Pendekar Boediman, ont été également diffusés en Malaisie britannique, en Chine et à Singapour. Ces films ont été présentés à nouveau à la fin des années 1940 mais sont aujourd'hui considérés comme perdus.
Star Film a été pionnière pour plusieurs genres dans l'histoire du cinéma indonésien. Pah Wongso Pendekar Boediman est ainsi considéré comme le premier film policier indonésien et Tjioeng Wanara comme le premier film épique de l'histoire du pays.
- 1940 : Pah Wongso Pendekar Boediman
- 1941 : Tjioeng Wanara
- 1941 : Lintah Darat
- 1941 : Pah Wongso Tersangka
- 1941 : Ajah Berdosa
- 1001 Malam (inachevé)